# Caradrina spalleki
Caradrina spalleki är en fjärilsart som beskrevs av Kitt. Caradrina spalleki ingår i släktet Caradrina och familjen nattflyn. Inga underarter finns listade i Catalogue of Life.